# Вулиця Руслана Плоходька
Вулиця Руслана Плоходька — вулиця у Салтівському районі Харкова, у житловому масиві Салтівка.
Починається від Салтівського шосе. Закінчується на Ювілейному проспекті із початком Познанської вулиці. Протяжність близько 730 м. Забудована переважно п'ятиповерховими будинками, крім будинків № 3 і 15, що є десятиповерхівкою та дев'ятиповерховою «чешкою» відповідно. Названа на честь Руслана Плоходька.
Є пішохідною вулицею, під'їзд до житлових будинків, шкіл, дитячого садка й інших будівель здійснюється через внутрішньоквартальні дороги. Цікаво, що до будинку № 5 немає під'їзного шляху.

## Історія
Забудова місцевості [Архівовано 8 грудня 2021 у Wayback Machine.] вулиці відбулася в 1960-ті рр. переважно п'ятиповерховими будинками (т. зв. поліпшеними «хрущовками»). Тоді для адрес використовувалася нумерація будинків мікрорайону, а місцевість мала назву 601-го мікрорайону. Наприклад, колишній житловий будинок № 29 601-го мікрорайону став згодом будинком № 2-А (або № 2, корпус «А»).
Близько 1974 року було утворено цю вулицю, яку було названо ім'ям Роберта Ейдемана:
|  | ім'ям Радянського військового діяча, видатного латиського письменника |

17 травня 2016 року під час четвертої фази декомунізації в Україні рішенням голови Харківської облдержадміністрації вулиця була перейменована на честь Руслана Плоходька, уродженця Харкова, українського військовика, підполковника (посмертно), який загинув під час війни на сході України 2 травня 2014 р. у Слов'янську.
В ніч із 24 на 25 вересня 2018 року табличка про найменування вулиці на честь Р. П. Ейдемана була зруйнована.

## Заклади та підприємства
На вулиці знаходяться, зокрема:
- загальноосвітня школа І-ІІІ ступенів № 64 (буд. № 5-В)
- загальноосвітня школа І-ІІІ ступенів № 138 (буд. № 6)
- дошкільна навчальна установа (ясла-сад) № 454 (буд. № 8-Б)
- дільниця № 33 Салтівської філії КП «Житлокомсервіс»
- автостоянка «Райдуга» (за адресою буд. № 15)

## Транспорт
На початку вулиці є трамвайна зупинка «601 мікрорайон» (або «Вул. Руслана Плоходька») маршрутів № 6, 8 і 26 (с/п), що знаходиться між кінцевою «602 мікрорайон» і вузловою «Салтівське шосе»/«Проспект Тракторобудівників» (т. зв. «Ужгородська», із зупинками маршрутів № 6, 8, 23 і 26). Також мається зупинка автобусів «Супермаркет „Клас“» (або «Універсам», «601 мікрорайон», «Вул. Руслана Плоходька»): 10е, 105т і 233т. Раніше ця зупинка була кінцевою для маршрутів 215т і 284т, мала зупинку маршруту 231е/т.
На завершенні вулиці є тролейбусна зупинка «Вулиця Познанська» маршрутів № 19, 20 і 24. Там же мається зупинка автобусів «Вулиця Познанська» маршрутів 11е, 38е, 205е, 215т, 249е, 263е і 269т.

## Фотогалерея

Пішохідна алея — початок вулиці (біля буд. № 3)
Демонтовані таблички про найменування вулиці та адресна (на буд. № 2)